# Otto Schoetensack
Otto Schoetensack (tysk: [ˈʃoːtənzak]; født 12. juli 1850 i byen Stendal, død 23. december 1912 i byen Ospedaletti)
var en tysk industrialist og professor i antropologi. Han opdagede det først fossil af homo-arten Homo heidelbergensis.